# ريكاردو ليون بريتو
ريكاردو ليون بريتو (بالإسبانية: Ricardo León Brito)‏ (مواليد 8 فبراير 1983 في سانتا كروس دي تينيريفه - إسبانيا) لاعب كرة قدم إسباني يلعب حاليا لصالح نادي الدرجة الأولى تينيريفي الإسباني منذ 2005 في مركز الوسط المحوري .

## روابط خارجية
- ريكاردو ليون بريتو على موقع قاعدة بيانات كرة القدم.إي يو (الإنجليزية)
- ريكاردو ليون بريتو على موقع Soccerway.com (الإنجليزية)
- ريكاردو ليون بريتو على موقع كووورة
- ريكاردو ليون بريتو على موقع AS.com (الإسبانية)